# Summer World University Games 2025/Teilnehmer (Georgien)
| Gelbes Symbol für Goldmedaillen mit stilisierten Olympischen Ringen | Graues Symbol für Silbermedaillen mit stilisierten Olympischen Ringen | Braundes Symbol für Bronzemedaillen mit stilisierten Olympischen Ringen |
| ------------------------------------------------------------------- | --------------------------------------------------------------------- | ----------------------------------------------------------------------- |
| 1                                                                   | 3                                                                     | 1                                                                       |

Georgien nahm an den Summer World University Games 2025 vom 16. bis zum 27. Juli mit 34 Athleten (29 Männer und 5 Frauen) teil.

## Medaillen

### Medaillenspiegel
| Rang   | Sportart  | Gold | Silber | Bronze | Gesamt |
| ------ | --------- | ---- | ------ | ------ | ------ |
| 1      | Taekwondo | 1    | –      | –      | 1      |
| 2      | Judo      | –    | 3      | 1      | 4      |
| Gesamt | Gesamt    | 1    | 3      | 1      | 5      |

### Medaillengewinner
| Name/n               | Sportart  | Wettkampf          |
| -------------------- | --------- | ------------------ |
| Gold                 |           |                    |
| Surab Kinzuraschwili | Taekwondo | Kyorugi -74 kg     |
| Silber               |           |                    |
| Zaur Dwalaschwili    | Judo      | Klasse bis 81 kg   |
| Nika Charasischwili  | Judo      | Klasse bis 100 kg  |
| Saba Inaneischwili   | Judo      | Klasse über 100 kg |
| Bronze               |           |                    |
| Sopio Somchischwili  | Judo      | Klasse über 78 kg  |

## Teilnehmer nach Sportarten

### Judo
| Männer - Nika Charazischwili - Luka Modebadse - Chwitscha Gaprindaschwili - Tengo Zirakaschwili - Saur Dwalaschwili - Akaki Japaridse - Saba Inaneischwili | Frauen - Nino Loladse - Mariam Tschanturia - Sopio Somchischwili |

### Schwimmen
Männer
- Giorgi Koiawa
- Aleksandre Eradse
- Lascha Mindiaschwili
- Luka Zuriaschwili
- Mamuka Schengelia

### Taekwondo
Männer
- Surab Kinzuraschwili
- Dawit Buidse

### Wasserball
Männer
- Giorgi Chagelischwili
- Giorgi Weschaguri
- Saba Matschawarjani
- Sandro Wasadse
- Saba Tqeschelaschwili
- Nikolos Giorgobiani
- Giorgi Kiriakidi
- Luka Giorgadse
- Bessarion Achwlediani
- Dawit Tschcheidse
- Luka Tschikowani
- Maksim Malyshau
- Giorgi Gwetadse

### Wasserspringen
| Männer - Irakli Sakandelidse - Tornike Onikaschwili | Frauen - Tekle Scharia - Mariami Schanidse |